# Ansitz Judenhof

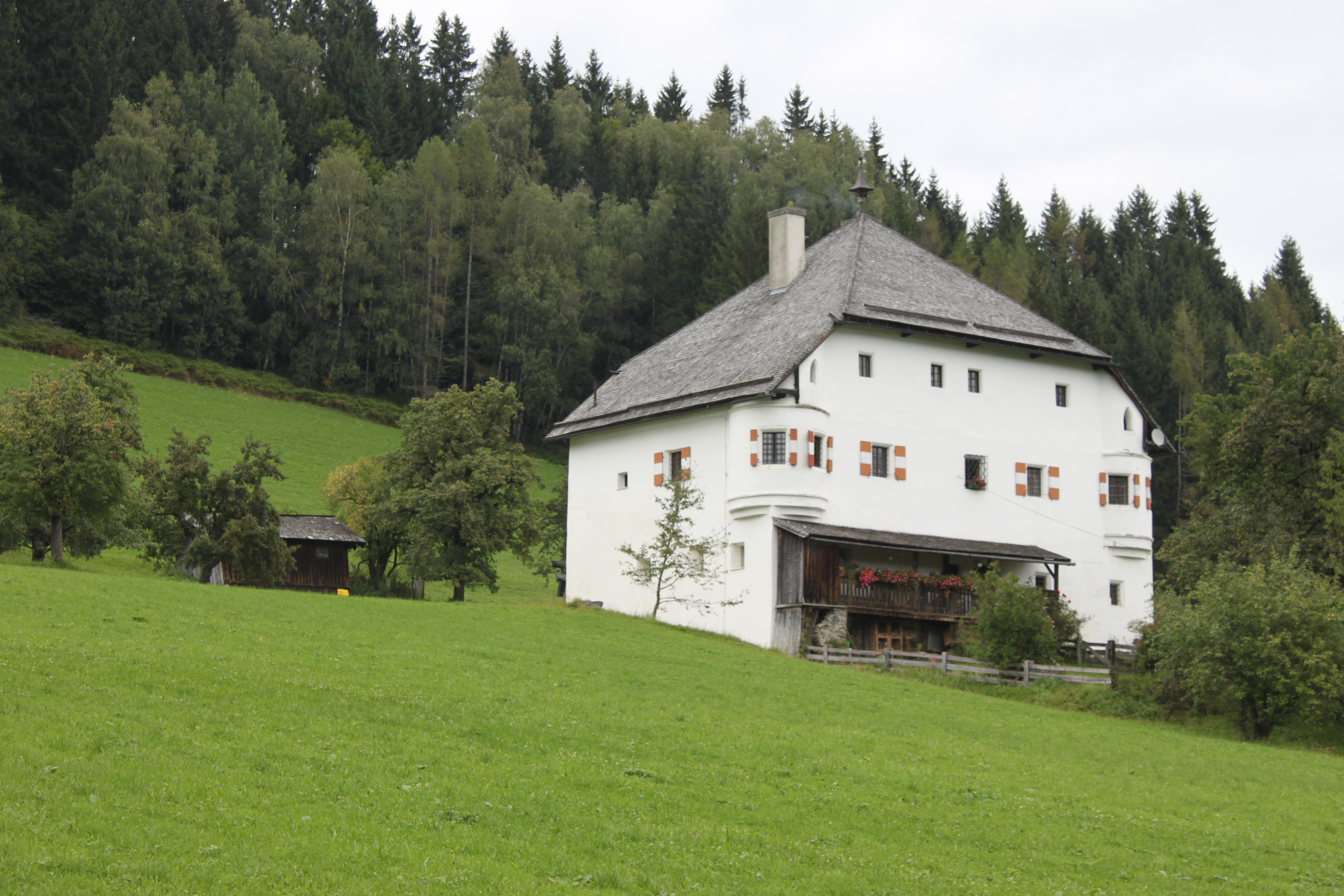
Ansitz Judenhof

Der Ansitz Judenhof (früher Judendorf genannt) liegt im Ortsteil March der Gemeinde Goldegg im Pongau im Bezirk St. Johann im Pongau von Salzburg (March 1).
Die Siedlungen im Salzburger Land mit der Bezeichnung Judendorf lagen an alten Handelswegen, welche die Alpen überquerten (ein weiteres Judendorf lag in Fusch an der Großglocknerstraße). Man kann annehmen, dass es sich um Niederlassungen jüdischer Kaufleute handelte, die im frühen Mittelalter am Warenhandel beteiligt waren. Auch in der Goldegger Gegend führte der Weg von Sankt Veit im Pongau in nächster Nähe am Judendorf vorbei. 1553 wurde jedoch die Straße zwischen Schwarzach und Lend (damals Hirschfurt) durch das Salzachtal gebaut und der Ansitz Judendorf lag nun weit ab von der neuen Handelsroute. Im 17. Jahrhundert kam die Bezeichnung Judendorf ab und wandelte sich in Judenhof um.

## Geschichte
Der Ansitz war ein erzbischöfliches Ritterlehen des Konrad Prünlinger, im Jahr 1429 wird dieses erstmals genannt (Ain hof genannt datz Judendorf). 1441 ist als Besitzer Konrad der alte Pründlinger nachgewiesen, Nachfolger wird sein Sohn. 1529 kommt eine Hälfte des Besitzes durch Einheirat an Peter Aman von Hundsdorf, die andere gelangt 1560 an seinen Vetter Veit Aman von Saal. Dieser war zuvor Gerhab der unmündigen Erben dieser Lehenshälfte. 1594 kann Sigmund Aman von Saal und Judendorf den Besitz wieder in einer Hand vereinen. 1598 erwirbt Veit Stöckl zu Schwarzegg diese Herrschaft. Dieser war berchtesgadischer Propst auf dem Heuberg und nannte sich fortan von Judendorf. Sein Versuch, den Besitz zu einem freien Eigen umzuwandeln, scheiterte an der Salzburger Hofkammer, die 1619 entschied, dass dieses Judenhof khain gefryter adeliger Sitz nit sei; 1628 wurde der Judenhof mit all seinen Abgaben dem Landgericht St. Veit unterstellt. Adam Stöckl, Sohn des Veit, verkauft den Besitz 1632 an Absalom Mayrhofer.
Nach diesem folgt eine lange Reihe bürgerlicher und bäuerlicher Besitzer: Hans Schattauer (1638), Ruprecht Mayr (1641), Familie Zwaylinger (1672–1746), Johann Paur (1746), Sebastian Jakober (1778), Josef Hochleitner (1803), Johann Linsinger (1820), Familie Hinterlechner (1825–1922), Peter und Theresia Piberger (1922), Alois Bründl (1929), Zuschlag nach Versteigerung an die Salzburger Hypothekenanstalt, Hermann von Rautenberg (1938, Umbenennung in Sonnhof) und Martha Kaiser (1959).

## Ansitz Judenhof heute
Der Bau ist ein für das Salzburger Land typischer Ansitz. Er hat ein Krüppelwalmdach. Zwei runde Eckerker blicken zur Straße. Rot-weiß-rot bemalte Fensterläden und z. T. schmiedeeiserne Fenstergitter schmücken das erste Obergeschoß. Der Bau ist im Inneren mit Gewölben ausgestattet. Ein Teil seiner Inneneinrichtung wurde bei einem Brand 1878 vernichtet; beim Wiederaufbau verschwanden die beiden Kegeldächer der Eckerker. Der beste Teil der Inneneinrichtung, die sogenannte Goldegger Stube, kam 1883 an das Museum in Salzburg. Diese Zirbenholzstube ist 1606 entstanden und wurde unter Veit Stoß in den Judenhof eingebaut. Sie ist 37,5 m² groß, die Türen und die rahmenden Pilaster sind mit reichen Intarsien ausgestattet. Die Ausstattung besteht aus einem Tisch, in die Wand eingelassenen Truhen und mit der Wand verbundenen Bänken sowie einem Kachelofen. Der Raum wird von einer himmelsgleichen Kassettendecke überspannt, die von Konsolen mit geschnitzten Engelsköpfen, der Evangelisten und einem teufelsähnlichen Wesen getragen wird.
Im Museum Carolino Augusteum war sie bis Oktober 2005 der Öffentlichkeit zugänglich, wurde aber nach Schließung des alten Museumsgebäudes in einem Depot untergebracht. Im Rahmen der Landesausstellung („Erzähl mir Salzburg“) wurde sie 2016 wieder aufgestellt.